# Cuturrasu
Cuturrasu (conocido antes también como Cotorraso o Coto Raso) es un pueblo de la parroquia de Lada, en el concejo asturiano de Langreo (España). Tiene una población de 115 habitantes y se sitúa a 500 m de altitud, desde donde se divisa gran parte de los núcleos urbanos de Lada, Barros, La Felguera y Sama. Está formado por varios barrios como Conforcos, El Llugar de la Güerta (la capital), Leria o Candaneo.
Tiene múltiples fuentes, manantiales, lavaderos y bebederos para el ganado a lo largo de su extenso monte.
Hace muchos años se hacía una de las fiestas más grandes e importantes de la cuenca del Nalón, suspendidas temporalmente debido a falta de recursos.
Antiguamente existía una ermita en honor a santo Toribio, y posteriormente en la década de 1950 se levantó una capilla dedicada a santa Apolonia. Cuenta además con un centro social. Próximo a Cuturrasu se encuentra la escombrera de cenizas y yeso de la central térmica de Iberdrola. En el año 2012 fue galardonado con el premio al Pueblu Afayaízu de Langreo.